# جایزه جهانی معماری ریبا
جایزه جهانی معماری RIBA بالاترین جایزه موسسه سلطنتی معماران بریتانیا در بعد بین‌المللی است که در کنار دو جایزه ملی و جایزه اروپایی، به برترین آثار معماری در دنیا اهدا میشود. 
جایزه ریبا به پروژه‌هایی می‌رسد که از مرزهای معماری و «استانداردهای عالی» فراتر می‌روند.  جوایز سه گانه ریبا که از سال ۱۹۶۶ هر ساله برگزار می‌شوند، تعالی در طراحی را گرامی می‌دارند و در عین حال تصویری ارزشمند از روندهای معماری، فرهنگی و اجتماعی در حال تحول ارائه می‌دهند. 
تاکنون ۳ اثر از معماران ایرانی، یعنی پلازای متروی جهاد در تهران و مدرسه ابتدایی جدگال واقع در روستای سیدبار چابهار در استان سیستان و بلوچستان و یک ساختمان تجاری در تهران برنده جایزه مؤسسه سلطنتی معماران بریتانیا در بخش بین‌المللی شده‌اند.